# Bernd Mey
Bernd Mey (* 1961 in Lindau im Bodensee) ist ein deutscher Architekt.

## Leben
Nach seiner Tätigkeit als Maurer und Betonbauer in Mönchengladbach sowie als Polier in der Nähe von Aachen absolvierte Bernd Mey von 1980 bis 1988 ein Architekturstudium an der RWTH Aachen bei Gottfried Böhm, Fritz Eller und Wolfgang Döring. Während seines Studiums realisierte er zwei Projekte in Aachen. Nach seiner Diplom-Hauptprüfung bereiste er etwa 20 Länder in Asien, Afrika und Südamerika. 1989 wurde er in die Meisterklasse für Architektur und Konzeptionelles Entwerfen an der Städelschule in Frankfurt am Main aufgenommen. Er studierte bei Peter Cook, Enric Miralles und Vittorio Magnago Lampugnani. Von dort wechselte er in die Lehre und arbeitete als Tutor der Diplomklasse an der Polytechnic of North London, der heutigen University of North London.

### Architekturbüroarchitektei mey
1992 gründete er sein Architekturbüro unter dem Namen architektei mey in Frankfurt am Main.
Bekannt wurde Mey u. a. durch den Club U60311, das Restaurant im Maintower und das Kunstprojekt für die Expo 2000 in Hannover. Das U60311 in einer stillgelegten Frankfurter Fußgängerunterführung am Roßmarkt erhielt zahlreiche Auszeichnungen und wurde fünfmal zum besten Club Deutschlands gewählt. Das Restaurant im Frankfurter Maintower ist ein beliebtes Touristenziel und das höchste öffentliche Restaurant Europas mit Bar und Aussichtsplattform in 187 Metern Höhe. Die zu der Zeit in New York lebenden Künstlerin Susa Templin und Khan Oral beauftragen Bernd Mey 1999 mit der Umsetzung ihres Entwurfes vom Fishtank des von Kasper König kuratierten Kunstprojektes In-Between Architecture im Rahmen der Expo 2000.
Seit 2001 ist Mey hauptsächlich mit der Planung von Schulen beschäftigt und seit 1999 werden die Bauten von einer unabhängigen Jury regelmäßig für den Tag der Architektur ausgewählt.

### op studio
1994 gründete Bernd Mey zusammen mit Dennis Pierre Sarratou ein Tonstudio. Im op studio wurde hauptsächlich elektronische Musik, Trance und Hip-Hop produziert. Es entstand u. a. der Titel Tongue Forest – And You Got The F... Nerve To Call Me Coloured (Sony BMG). 1998 wurde das Studio wieder aufgelöst.

### 10 Uhr und Halbzehn
Mit Ralf Schmitt (Künstler und Inhaber der Förderkoje in Berlin) und Christian Pantzer gründete er 1996 die interdisziplinäre Künstlergruppe 10 Uhr, der ab 1999 auch Bernhard Schreiner (Filmemacher) angehörte. Die Gruppe 10 Uhr nahm mehrfach an Wettbewerben teil und entwickelte u. a. künstlerische Konzepte und performative Architektur für die Stadt Frankfurt am Main und Taipeh. Seit 2002 arbeiten Ralf Schmitt und Bernd Mey unter dem Namen Halbzehn im Grenzbereich zwischen Kunst und Architektur.

## Auszeichnungen und Preise
- 1999: Anerkennung – Deutscher Architekturpreis für Diskothek U60311[2]
- 1999: Auszeichnung des Landes Hessen für vorbildliche Bauten für Diskothek U60311[3]
- 1999: Bauwelt Preis für Diskothek U60311[4]
- 2000: Anerkennung – Förderpreis des Bundes Deutscher Architekten für Diskothek U60311[5]
- 2000: Anerkennung – DEUBAU Preis für Diskothek U60311[6][7]
- 2000: Max 40 BDA Preis für Diskothek U60311[8]
- 2001: Belobigung („highly commended“) zum Architectural Review World leading Award for emerging Architecture für Diskothek U60311[9][10]
- 2012: Anerkennung -Baukunstpreis der Städelschule in Frankfurt
- 2023: Johann-Wilhelm-Lehr Plakette des BDA Hessen für die Carl-von-Ossietzky-Schule in Wiesbaden.
- 2024: Auszeichnung durch den Rat für Formgebung: Winner Iconic Award, Innovative architecture, 2024.